# エリス&アメリア ゼリービーンズ
『エリス&アメリア ゼリービーンズ』は、ふくやまけいこによる日本の漫画。『リュウ』（徳間書店）にて1982年3月号から1983年11月号まで不定期連載された。ふくやまの単行本デビュー作であり、第1話当時まだつけペンの扱いに慣れず、サインペンで描いていたというエピソードがある（今でこそサインペンで描く漫画家は多いが、1980年代半ばまではあまり一般的でなかった）。

## あらすじ
一人気ままに暮らす女性アメリアのもとに、彼女をお母さまと呼ぶ少女エリスが現れる。工場で人工受精児として生まれたエリスは3日間の休暇を取って卵子提供者であるアメリアに会いに来たのだった。ある事件以来、人との関わりを避けてきたアメリアは快活なエリスに戸惑うばかり。しかしエリスの純粋さに、アメリアの頑なだった心も解きほぐされていく。エリスが帰る朝、役所から1通のFAXが届く。

## 登場人物
エリノア・スミス（エリス）
ウィルバー特別（ライト）学校に在籍する11歳の少女。金髪碧眼。快活で行動力があり、しっかり者。お母さん（卵子提供者）に会うためにアメリアのもとを訪れる。実は学校の手違いで、アメリアは彼女の卵子提供者ではなかったが、それがわかった後も休暇のたびアメリアのもとにやってくるようになる。
アメリア・イアハート（アメリア）
旧姓はパットナム。図書館に勤める一人暮らしの女性。すでに2冊の著書のある駆け出しの作家でもある。黒髪黒い瞳。かなりのズボラで愛煙家。彼女自身もエリスと同じ人工授精児である。養父が巻き込まれた事件の無実を証明するため、他人との関わりを絶ち、調査と執筆に没頭する。初めは自分の生活を乱すエリスを激しく拒絶するが、のちに心を開く。
ジュリア・マーティン（おばあちゃん）
アメリアの近所に住む変わり者の老婦人。前時代のアナログ音源であるレコードを多数コレクションしている。かつて自分の娘を昔の方法で産み、育てていたが、成長した娘はそれに反発して出て行ってしまった。娘からの手紙も途絶え、以来一人で暮している。近所の電話回線を勝手につないでクラシック放送をするという特技がある。
アイヴァン・セルティブ
エリスの同級生の少年。両親を宇宙船事故で亡くしている。電気工学系の技術に秀で、エリスがポジとネガを製作するのを手助けする。蓄音機（レコードプレーヤーのことらしい）の修理を依頼され、おばあちゃん（ジュリア・マーティン）の家を訪れる。
クミコ・ハダ
日本人を思わせる名前に反して美しいブロンドの女性。アメリアの家の3軒先に越してきた。“本好きクラブ”の会員で文学に精通している。作家としてのアメリアのファンでもあり、毎日のようにアメリアを訪ねてくる。
タルーラ・エルミネイト
星間密輸商人。麻薬動物である『マーカ』を地球に持ち込む。ビジネスについてはそれなりのポリシーを持っている。
コニー
閉鎖された旧市街に住む少女。病気でベッドから起きられない。エリスと“お友だち”になる。
アストリッド・スターキー
アメリアの幼馴染の女性。イアハートに引き取られることを期待しており、周囲にもそれをほのめかしていたが、イアハートが選んだのは彼女ではなくアメリアだった。彼女はすぐに専攻を文学から電子科に切り替えたが、親友を失った悲しみに傷ついたのはむしろアメリアのほうだった。やがて彼女は中央情報局の捜査員としてアメリアの前に姿を現す。
イアハート
アメリアの保証人（養父）。心理学者でアストリッドにとっても恩師に当たる。劇中では故人。政府の方針に批判的だった。
アーサー・ケーレー
エリスの遺伝上の父親。火星で惑星開発に従事している。長い黒髪の女性が好み。
ポジとネガ
エリスがクラブで作った子猫型ロボット。自律型AIを搭載しており、本物の子猫のように振舞う。ヒーター内蔵で抱くと暖かい。

## 時代背景および用語
ウィルバー特別（ライト）学校
エリスが在籍している学校。作中ではウィルバー学園、ウィルバーコースとも表記される。工場で選別された人工授精児に英才教育を施す官立学校。もう一つのオービル特別（ライト）学校と並んでエリート校である。この時代は人口の約20%がエリスやアメリアのような人工授精児であり、適性によって各種学校に振り分けられる。アメリアはそれらよりもランクの低い、各都市に設けられた官立学校の出身。それでも普通の家庭の子どもが入学することは稀であって卒業さえすれば将来は約束される。
子どもたちは大きく分けて、専門教育を受けて政府の仕事に従事する役人になるか、成人前に保証人に引取られて市民になるか、2つの進路がある。保証人は引き取った子どもに自分の研究の助手や仕事の手伝いをさせることが出来る。保証人として子どもを引き取るには学問に功績のあったもの、子ども本人の遺伝学上の親（精子または卵子提供者）、健全な夫婦、という条件がある。また、政府は市民に精子や卵子の提供を呼びかけている。しかし、義務ではないらしくアメリアは体調不良を理由に卵子の提供を断ってきた（つまりエリスが自分の子どもではないことを最初から知っていた）。
タイプリンター
現代のパソコンとプリンターをあわせたような装置。アメリアが執筆に使用していたほか、アストリッドはTV電話として使用していた。アメリアは情報局の回線にハッキングしており、その情報はタイプリンターの中に記録されていた。クミコ・ハダはタイプリンターを借りるという口実でアメリアに近付いた。
ハイパー・レディ
エリスたち（特に女の子）が夢中になっているTVシリーズ。特殊能力をもつヒロインが悪い宇宙人と闘うストーリー。相棒は犬のような姿のスーパーコルク。敵役はコンデンスホラー。この番組の長口舌がすらすら言えることがカッコいいらしい。
マーカ
禁止されている麻薬動物。タルーラが空港からトランクの形にして堂々と持ち込んだ。本来の姿は半透明のスライム状でどんな姿にでも擬態することが出来る。千切れてもそれぞれが生きて行動し、また合体して1体になる。もともとはか弱い生物で、人間のような生物の首筋に取付いてテレパシーで感覚を麻痺させ、本人の望むものを幻覚で見せることで身を守っている。タルーラは笛状の装置でコントロールしていた。
火星
エリスの遺伝上の父親アーサーが技師として働いている。この時代、星間航行は実用化され、恒星間移民が行われている。火星も普段着で生活できる程度には開発されている。
ロプシレ星
アメリアの友達が特派員として派遣されている辺境惑星。宗教や倫理観が地球と異なった発達をしたため、文章が変わっているらしい。アメリアはこの惑星の地方誌に興味を持ち、バックナンバーを創刊号から注文した。ちなみにロプシレを逆から読むとレシプロ。アメリア・イアハートやエリス（フランス語でプロペラのこと）、ウィルバー・ライトなど、本作には航空機関係の用語が多く出てくる。インタビューによればこの当時、作者は航空機関係の本を読みあさっていたとのこと。

## 刊行
- エリス&アメリア ゼリービーンズ（アニメージュコミックス37） 徳間書店（刊）1984年1月
- ゼリービーンズ（アニメージュコミックススペシャル） 徳間書店（刊）1993年12月 ISBN 978-4197740123

## 初出一覧
掲載誌はいずれも『リュウ』（徳間書店）
- 1982年 3月号　エリス&アメリア 大きな星空小さな部屋
- 1982年 7月号　エリス&アメリア ゼリービーンズ
- 1982年 9月号　エリス&アメリア エリスの日課表
- 1982年11月号　エリス&アメリア ふたりの日曜日
- 1983年 3月号　エリス&アメリア 新しい友だち
- 1983年 7月号　エリス&アメリア Sleeping Beauty
- 1983年11月号　エリス&アメリア アメリア･イアハート
- （単行本描き下ろし）エリス&アメリア 遠足日和
- （単行本描き下ろし）エリス&アメリア ポジとネガとエリスちゃん
- 1983年 9月号　秘密結社の夜

1993年版のみ収録
- （インタビュー）ふくやまけいこ自作を語る